# Boben (Hrastnik)
Boben (Duits: Rindersbach) is een plaats in Slovenië en maakt deel uit van de gemeente Hrastnik in de NUTS-3-regio Zasavska. De plaats telde 162 inwoners op 1 januari 2020.